# Рајчанка
Рајчанка (слч. Rajčanka, Rajčianka, понекад Жилинка) је река у северној Словачкој која тече дужином од 47,5 km и код Жилине се улива у Вах, као његова лева притока. Река је пловна у дужини од 32 km.

## Ток
Рајчанка извире недалеко од Чичманија, на обронцима Стражовских врха. Одатле тече ка северу, између Стражовских врха и тзв. Лучанске Мале Фатре и протиче кроз Рајецку Лесну, познату по тзв. Словачком Витлејему, великој дрвеној скулптури. Река на свом даљем току пролази кроз градић Рајец и бањско лечилиште Рајецке Теплице. Рајчанка затим улази у Жилину и у кварту Стражов, на висини од 326.1 метар нмв. се се улива у Вах, највећу реку Словачке и притоку Дунава.
Веће притоке Рајчанке су Порубски и Кунерадски поток, који се у њу уливају недалеко од Рајецких Теплица.